# Воинов, Михаил Андреевич
Михаи́л Андре́евич Во́инов (род. 11 апреля 1974, Москва, СССР) — российский музыкант, композитор, кинорежиссёр, режиссёр монтажа, исполнительный продюсер и диджей. Участник и гитарист коллективов «Дубовый Гай», Alien Pat. Holman, «Мальчишник», «Мишины дельфины», «Барбитура», Second Hand Band, «Космонавт и спутники» (экс-«Радиотранс»), E-Van.
С 1991 по 1994 год входил в состав альтернативной рэп-группы «Дубовый Гай» в качестве гитариста. С 1992 по 1994 год был участником готик-рок-группы Alien Pat. Holman. Осенью 1994 года вместе с Андреем Лысиковым («Дельфин») создал проект «Мишины дельфины», у которого вышел один альбом «Игрушки» (1997). В 1995 году записал всю партию гитары для нового альбома группы «Мальчишник» — «Кегли». В 1996 году вместе с Павлом «Мутабором» Галкиным и Андреем «Дэном» Котовым создал танцевально-электронный проект «Барбитура», в рамках которого принял участие в записи первых двух альбомов под псевдонимом «Мышц»: «Планета Рок» (1997) и «Цифры» (1999).
В 1998 году Воинов вместе с музыкантом Николаем Анохиным образовал дуэт Second Hand Band, с которым выпустил Ancient EP (1999), Drops (2000) и Smart Evolution (2003). В 2003 году занялся диджеингом и стал третьим участником группы «Радиотранс», которая в 2006 году переименовалась в «Космонавт и спутники». С 2006 года Воинов участвует в сольном проекте Ивана Черникова (экс-«Дубовый Гай») — E-Van. С 2006 по 2009 год занимался производством ряда телепроектов в качестве исполнительного и линейного продюсера. С 2009 года как режиссёр снимает мини-фильмы о барменах из разных стран и пишет музыку для этих фильмов. Под именем Michael Voinov выпустил альбомы Liquid Dreams (2019) и Bubbles (EP) (2020).

## Биография

### Ранние годы
Михаил Воинов родился 11 апреля 1974 года в Москве. В 1983 году отец стал учить девятилетнего сына игре на гитаре, поскольку сам занимался бардовской песней. Посещал в школе спортивные кружки и секции. В 1987 году отец купил ему магнитофон «Электроника 302», на который 13-летний Воинов записывал звук своей гитары с помощью микрофона. Первые музыкальные шаги предпринял ещё в школе и колледже, выступал с собственными рок-группами в стилях глэм-рок и пост-панк на студенческих вечеринках. После школы обучался в Московском колледже изобразительных искусств по специальности «архитектор», затем получал гуманитарное образование на факультете журналистики МГУ имени Ломоносова (1993—1998).

### Дубовый Гай
В октябре 1991 года по приглашению своего друга барабанщика Ильи Выменица («Шейкер/Пруль») Михаил Воинов был приглашён на репетицию рэп-группы «Дубовый Гай», где и познакомился с её участниками: солистом Андреем Лысиковым («Дельфин»), бэк-вокалистом Олегом Башкатовым («Олень»), бас-гитаристом Андреем Савченко («Ганс Хольман»), клавишником Иваном Черниковым и диджеем Павлом Галкиным («Мутабор»). К концу репетиции приехал Андрей Котов («Дэн»), который предложил Дельфину стать третьим участником рэп-группы «Мальчишник», на что Лысиков спустя некоторое время согласился. Это сотрудничество позволило музыкантам «Дубового Гая» начать репетировать на профессиональной студии «Класс» в Измайловском парке (бывшая студия «Рекорд», время которой было проплачено продюсером группы «Мальчишник». В этой студии к группе «Дубовый Гай» присоединились ещё два участника: звукорежиссёры Ян Миренский и Иван Лебедев («Кестер»).
Вместе с группой Михаил выступил в качестве гитариста в концертном зале Рижского технического университета на организованном компанией «Артклуб» фестивале танцевальной музыки Deju Mūzikas Festivāls ’91 8 декабря. После фестиваля в Риге в декабре 1991 года коллектив записал на профессиональной студии «Класс» в Измайловском парке (бывшая студия «Рекорд») первые три песни: «Дождь», «Сынок» и «Когда ты вернёшься». А в феврале 1992 года на студии «Тет-а-тет» на Преображенской площади было записано ещё две песни: «Чёрный город» и «Лирическая» (позже получившая при издании имя «Синяя лирика»). Запись на студии «Класс» происходила в ночное время и вызывала множество негодований у соседствовавших через стену музыкантов и звукорежиссёров. Рижский концерт и пять песен «Дубового Гайя», записанные на аудиокассеты, участники «Мальчишника» раздавали во время гастролей в «пиратские» палатки с целью распространить по всей стране. Весной 1992 года «Дубовый Гай» распался на две группы: Дельфин начал выступать с рэп-группой «Мальчишник», летом к нему присоединился Олень, а Ганс Хольман вместе с Иваном Лебедевым («Кестер») образовал готик-рок-группу Alien Pat. Holman.
В 1992 году Михаил на два года стал четвёртым участником готик-рок-группы Alien Pat. Holman, с которой участвовал в студийной и концертной деятельности. C его участием были записаны первые альбомы: Holman Demo Minimus и Life is more than just addiction.
В октябре 1993 года Воинов стал участником вновь возрождённой группы «Дубовый Гай», с которой записал в течение двух месяцев около десяти песен на студии SNC Records, которые впоследствии войдут в альбомы Stop Killing Dolphins и «Синяя лирика № 2». Параллельно «Дубовый Гай» записывался на студии «Нота» во Дворце культуры «Завода имени Владимира Ильича» и на репетиционной квартирной студии Игоря Розенкранца «Розенкранц-студио». Весной 1994 года после отъезда продюсера Алексея Адамова группа окончательно распалась из-за творческих разногласий между Дельфином и Гансом.

### Мишины дельфины
Осенью 1994 года на оставленные перед отъездом в США продюсером Алексеем Адамовым деньги Воинов совместно с Андреем Лысиковым («Дельфин») записал на студии «2С», принадлежащей фирме «Элиас», четыре песни, которые послужили началом для проекта «Мишины дельфины»: «Песенка про дельфинов» (получившая при выпуске имя «Мишины дельфины»), «Стой, я, герой (твой)», «Не убивай на бумаге» и «Я хочу умереть». Позже эти композиции были включены в релизы «Дубового Гаайъя». Их композиция «Я хочу умереть», по мнению Воинова, является первой созданной песней в жанре рэпкор в России.
Своё название проект «Мишины дельфины» получил перед единственным концертом на московской тату-конвенции в клубе «Эрмитаж» 29 апреля 1995 года. На этом концерте под акустическую гитару Воинова Дельфином были исполнены песни, сочинённые за месяц дома у Воинова. Часть этих текстов Дельфин позже использовал в сольном творчестве.
Летом 1996 года Воинов записал с Дельфином альбом «Игрушки» в рамках проекта «Мишины дельфины». Запись проходила на студии «2С», кроме трека «Прозрачная», созданного у Дельфина дома. В записи приняли участие бас-гитарист Руслан Ахмеров, Иван Черников, Анастасия Ситникова и звукоинженер Виктор «Мутант» Шевцов. В поддержку альбома Антоном Борматовым был снят видеоклип на композицию «Игрушки». Диск был выпущен фирмой «Элиас Records» в августе 1997 года.
Осенью 1996 года Воинов записал партию гитары для «Веры» для дебютного альбома Дельфина — «Не в фокусе», работа над которым стала последней в истории совместного творчества Воинова и Лысикова. Ещё один трек с альбома — «Если просто» — изначально писался для проекта «Мишины дельфины».
Осенью 2022 года Воинов опубликовал в Интернете демо-альбом проекта «Мишины дельфины» под названием «Синие репетиции», состоящий из шести песен и записанный в домашних условиях на аудиокассету с помощью магнитофона «Маяк 233» осенью 1994 года. Ещё один трек «Ольга» не сохранился на кассете. Этот материал в студии никогда не записывался, но с ним Воинов и Лысиков выступили дуэтом на тату-конвенции в клубе «Эрмитаж» 29 апреля 1995 года.

### Мальчишник
В декабре 1991 года Воинов записал партию гитары для песни «Танцы» группы «Мальчишник».
В период с лета 1994 по лето 1995 года Воинов принял участие в записи музыки для нового альбома группы «Мальчишник» — «Кегли» — на московской студии «2С»: его гитарные партии звучат в девяти из двенадцати песен. По словам Воинова, на запись альбома был потрачен почти год студийного времени, в ходе которого было записано огромное количество экспериментальных фрагментов, которые вошли в другие проекты — Alien Pat. Holman и «Мишины дельфины», а сам материал для «Кеглей» в итоге был записан за неделю под давлением со стороны издателя «Элиас Records» и спонсора British Knights.
В 2002 году принял участие в записи нового альбома «Мальчишника» — «Пена» (2004).
В 2005 году Воинов записал партию гитары для альбома «Мальчишника» — WeekEND (2006).

### Барбитура
Осенью 1996 года Воинов вместе с бывшими участниками группы «Мальчишник», Павлом Галкиным («Мутабор») и Андреем Котовым («Дэном») создал танцевально-электронный проект «Барбитура», основой которой стали стили джангл и брейкбит. В рамках нового проекта Воинов взял себе псевдоним «Мышц». С участием Воинова было записано два альбома на лейбле Classic Company и сделано несколько концертных шоу: «Планета Рок» (1997) и «Цифры» (1999). Первый альбом «Планета Рок» вышел осенью 1997 года. Композиции с него полгода держались в тройке самых популярных треков радио «Станция 106.8 FM» и выходили на сборниках российской танцевальной музыки
В 1997 году Воинов под псевдонимом «Мышц» записал партию гитары для «Regressive (Step Back)» для сольного альбома Мутабора — «Мутация» (1998).
24 января 1998 года «Барбитура» выступила с композициями «Интро» и «Месть (He Shall Die)» на церемонии вручения премий в области танцевальной культуры «Funny House Dance Awards '97» в развлекательном комплексе «Пирамида» (СК «Олимпийский»). В феврале режиссёром Алексеем Лукьянчиковым был снят видеоклип на композицию «Космонавты» группы «Барбитура». В октябре компания The Coca-Cola Company совместно с лейблом Ptuch Sound System выпустила на компакт-дисках компиляцию «Sprite. Движущий Инстинкт II» как приложение к октябрьскому номеру журнала «Птюч». Согласно опросу читателей журнала были отобраны три проекта: Грув, «Барбитура», Компас-Врубель. На релиз вошло четыре трека группы «Барбитура»: «Месть (He Shall Die)», «Агония (Fever)», «Barbitura (R U Ready For Dis?)» и «Synthetica». Осенью 1998 года проект «Барбитура» был временно приостановлен, поскольку Мутабор на год уехал в Нью-Йорк в связи с экономическим кризисом.
В 1999 году группа «Барбитура» выпустила второй по счёту альбом под названием «Цифры», состоящий из треков 1997 года.

### Second Hand Band
В 1998 году Воинов вместе с музыкантом Николаем Анохиным образовал дуэт Second Hand Band. По словам Анохина, такое название проект получил из-за того, что для создания музыки её участники используют старый переработанный материал, на который поверх накладывается гитарное звучание. К концу года дуэт записал полноценный альбом в стиле dub и acid jazz. В 1999 году дуэт начал выступать в московских клубах и искать компанию, которая могла бы выпустить их продукт. В мае Second Hand Band выпустил на лейбле Monoscript Records мини-альбом Ancient EP, состоящий из четырёх композиций.
Летом 2000 года к дуэту присоединился Игорь Гоцманов («Боцман»). В августе трио Second Hand Band выпустило первый полноценный альбом Drops. Материал создавался на втором этаже дачи, куда перевезли всю аппаратуру. Спонсором альбома стал американский лейбл Monoscript Records, в связи с чем половина тиража отправилась на распространение в США. Осенью вышел видеоклип на композицию «Информация».
В 2002 году Воинов принял участие в записи следующего альбома-компиляции Smart Evolution, а осенью покинул группу.

### Космонавт и спутники (экс-Радиотранс)
Осенью 2003 года Воинов стал третьим участником группы «Радиотранс» (Эдуард «Космонавт» Губин, Олеся Моисеенкова, Михаил Воинов), с которой создал новый материал и активно гастролировал. К 2006 году было записано достаточное количество материала для новой программы с абсолютно новым звучанием, поэтому название коллектива решили изменить. 8 апреля 2006 года Воинов, Губин и Моисеенкова презентовали свой новый проект «Космонавт и спутники» (Cosmonaut & Satellites). Всего группа выпустила три альбома: Sweet Music (2007), Sunrise (2009) и Наверх (Way Up) (2010).

### Другие проекты
В 2002 году написал несколько музыкальных тем к анимационному телесериалу «Дятлоw’s» для телеканала «РЕН ТВ» (два сезона: 14 апреля 2003 года — 31 декабря 2004 года), а заглавную песню написал виртуальный проект «Невзять».
В 2003 году занялся диджеингом, проводя танцевальные вечеринки. Выступал под псевдонимами DJ Myshz и DJ Voinov. Записал гитарные партии для нескольких ремиксов диджея Грува и выступал с ним на концертах.
С 2006 года Воинов участвует в сольном проекте Ивана Черникова (экс-«Дубовый Гай») — E-Van.
С 2006 по 2009 год занимался производством ряда телепроектов в качестве исполнительного и линейного продюсера для ряда телепроектов для ведущих телеканалов России: «ТНТ», «СТС», «НТВ-Плюс». Например, проект «Охотницы за разумом» для «ТНТ».
С 2007 по 2008 год работал в качестве режиссёра монтажа для «MTV Россия», участвовал в программе «Телепорт».
С 2009 года как режиссёр снимает мини-фильмы о барменах из разных стран и пишет музыку для этих фильмов. В 2009 году Воинов познакомился с Беком Нарзи, которого также как и его не устраивал общий уровень ресторанной и барной индустрии в России. Объединив усилия, они оказались пионерами в области визуализации барной тематики. Первым полноценным видеоклипом стал телесериал из трёх частей «Ночной алхимик» с участием звёзд мировой барной индустрии. Некоторое время спустя вышла серия True Original, следом появились первые ролики сериала Worlds Best Bartenders. В 2011 году Воинов запустил телеканал барных новостей Russian Cocktail News.
В 2016 году как мультимедиа-художник оформил перформансом Liquid Dreams выставку Moscow Bar Show в Санкт-Петербурге.
В 2018 году написал музыку для сериалов «Пиноккио» и «Риелторка» онлайн-кинотеатра Okko.
В 2019 году Воинов выпустил альбом Liquid Dreams, состоящий из треков, озаглавленных именами барменов и собранных из соответствующих семплов: кубики льда, стекло, вода, шейкер, шипение газировки. Данная работа стала результатом масштабного проекта, который длился с 2010 по 2017 год. Для пластинки Воинов выбрал лучшие композиции из мультимедийного перформанса 2016 года, отсюда и такое же название. В 2020 году выпустил мини-альбом Bubbles, записанный в стиле нью-эйдж.
16 июля 2020 года Воинов стал участником проекта «Слушай наших — поддержи своих!» на радиостанции «Радио Культура», а 23 июля дал интервью авторской программе Ильи Воронина «Призма» на московском радио Megapolis 89,5 FM.
Летом 2022 года дал интервью для видеоблога Inside Show, где рассказал о своём участии в проектах «Дубовый Гай», Alien Pat. Holman, «Мальчишник» и «Мишины дельфины».

## Критика
В феврале 1998 года обозреватель музыкальной газеты «Живой звук», Юрий Яроцкий, в своей рецензии к альбому «Игрушки» гитарного проекта «Мишины дельфины» охарактеризовал музыку в альбоме как «некую депрессивную монотонность, простую по форме и мрачную по содержанию».
В октябре 1998 года журнал «Птюч», делая обзор альбома «Барбитуры» «Планета Рок», отметил в альбоме «много дубового и прямолинейного», выделив оттуда «хит» «Так далеко… так близко…».
В августе 1999 года журнал «Птюч» определил, что в музыке дуэта Second Hand Band угадывается их работа в других коллективах, а профессионализм музыкантов, приобретённый за годы работы, «дал зрелый результат».
В ноябре 2000 года обозреватель сайта «Звуки.ру», Соня Соколова, отметила в альбоме Drops от Second Hand Band интересную ритмичную организацию: «это шатание по ночному городу с периодическим захаживанием в клубы, потреблением ганджи и полицейскими проверками».
В ноябре 2000 года музыкальный редактор журнала «Птюч», Олег Сухов, оценил дебютный альбом диджея Дэна «Шоссе» на твёрдую четвёрку, назвав «Лирику» лучшим треком за гитарные партии Михаила Воинова.

### Рейтинги
В 2007 году альбом «Планета Рок» группы «Барбитура» (Дэн, Мутабор и Михаил «Мышц» Воинов) вошёл в список «10 лучших альбомов российского танцпола» российского издания журнала Billboard.
В 2017 году альбом «Планета Рок» группы «Барбитура» (Дэн, Мутабор и Михаил «Мышц» Воинов) вошёл в список «15 знаковых альбомов в истории российской электроники» онлайн-журнала Mixmag Magazine.
В 2019 году музыкальный обозреватель газеты «КоммерсантЪ», Борис Барабанов, поместил альбом Воинова Liquid Dreams в список «11 альбомов июня», назвав Воинова «полноправным героем эпохи 90-х», отметив его «композиторский талант» и «необычный художественный метод».

## Награды и номинации
В 2001 году проект Second Hand Band был представлен в номинации «Диск-2000» за альбом Drops на российской церемонии награждения премии «Золотой Птюч», организованной журналом «Птюч» 6 апреля 2001 года. В этой же номинации был представлен альбом DJ Дэна «Шоссе», в записи которого принял участие Воинов («Ноль ноль первый», «Лирика», «Мальчишник 2000»).

## Дискография
Дубовый Гай
- 1991 — Live in Riga
- 1994 — Stop Killing Dolphins (переиздано в 1995, 1996, 2002 и 2003 году)
- 1995 — Синяя лирика № 2 (переиздано в 1996, 2002 и 2003 году)

Мальчишник
- 1995 — Кегли

Мишины дельфины
- 1997 — Игрушки

Барбитура
- 1997 — Планета Рок
- 1999 — Цифры

Second Hand Band
- 1999 — Ancient EP
- 2000 — Drops
- 2003 — Smart Evolution

Космонавт и спутники
- 2007 — Sweet Music
- 2009 — Sunrise
- 2010 — Наверх (Way Up)

Michael Voinov
- 2010 — Goodbye, Earth. Mixed 2010
- 2018 — Live on BBZ Party at LES Club (Moscow) 31.03.2018
- 2019 — Liquid Dreams
- 2020 — Bubbles (EP)

## Фильмография
Кинорежиссёр
- 2009 — Ночной алхимик[52]
- 2010 — World Best Bartenders[52]
- 2011 — Russian Cocktail News[52]

Композитор
- 2003 — Дятлоw’s[50]
- 2019 — Пиноккио
- 2019 — Риелторка[1]